# 肉被麻
肉被麻（学名：Sarcochlamys pulcherrima）为荨麻科肉被麻属下的一个种。